# Livre beige
Le Livre beige est un rapport écrit de la Réserve fédérale américaine (équivalent américain de la Banque centrale européenne). Répondant au nom de « Résumé des commentaires des conditions économiques actuelles des Réserves fédérales de District » (Summary of Commentary on Current Economic Conditions by Federal Reserve District), cet exposé est publié huit fois par an. Chaque Réserve fédérale locale récolte des informations qualitatives sur l'état actuel de l'économie dans son district en interrogeant des économistes, experts de marché et autres professionnels. Toutes ces informations sont ensuite compilées dans le Livre beige et classées par District et par secteur.
Il prend toute son importance lors de sa publication, environ deux semaines avant chaque réunion du Comité de politique monétaire, ou FOMC ( Federal Open Market Committee (en)).
En effet, Jerome Powell, le président de la Réserve fédérale, et les différents membres du comité vont se baser sur l'état de l'économie décrite dans le Livre beige pour décider de monter ou réduire les taux d'intérêt, en d'autres termes, resserrer ou desserrer le « robinet » monétaire. Si le « Beige Book » brosse le portrait d'une économie qui surchauffe, avec de sérieuses pressions inflationnistes par exemple, la « Fed » peut être contrainte de relever ses taux. À l'inverse, si ce rapport dépeint une économie tournant au ralenti ou bien entrant en récession comme on a pu le voir fin 2007-début 2008, la Fed considèrera qu'il est peut-être nécessaire de réduire ses taux pour donner un coup de pouce à l'économie.
Le but de ce mémoire étant d'informer les membres du comité de l'évolution de l'économie depuis leur dernière réunion, il est également épluché par les analystes financiers. Ces derniers pistent un à un les indices pouvant leur permettre de dégager des conclusions quant à la politique que va mener la Fed deux semaines plus tard. Si l'influence d'une telle publication est généralement modérée, elle peut cependant faire fluctuer le marché si les informations que le Livre beige contient constituent une réelle surprise chez les analystes.